# ألان فيليبس (لاعب اتحاد الرغبي)
ألان فيليبس (بالإنجليزية: Alan Phillips)‏ هو لاعب اتحاد الرغبي بريطاني، ولد في 21 أغسطس 1954 في ويلز في المملكة المتحدة.

## وصلات خارجية
- ألان فيليبس عل موقع إسبنسكروم (الإنجليزية)
- ألان فيليبس على موقع ItsRugby.co.uk (الإنجليزية)